# Prueba Villafranca de Ordizia 2007
La Prueba Villafranca de Ordizia 2007, ottantaquattresima edizione della corsa e valida come evento dell'UCI Europe Tour 2007 categoria 1.1, si svolse il 25 luglio 2007 su un percorso totale di 165 km. Fu vinta dallo spagnolo Joaquim Rodríguez che terminò la gara in 3h49'15", alla media di 43,184 km/h.
Al traguardo 70 ciclisti portarono a termine il percorso.

## Ordine d'arrivo (Top 10)
| Pos. | Corridore               | Squadra        | Tempo    |
| ---- | ----------------------- | -------------- | -------- |
| 1    | Joaquim Rodríguez       | C. d'Epargne   | 3h49'15" |
| 2    | Julián Sánchez Pimienta | Relax-GAM      | s.t.     |
| 3    | José Alberto Benítez    | Saunier Duval  | a 18"    |
| 4    | David Herrero           | Karpin Galicia | s.t.     |
| 5    | Jaume Rovira            | Viña Magna     | s.t.     |
| 6    | José Joaquín Rojas      | C. d'Epargne   | a 22"    |
| 7    | Eloy Teruel             | Grupo Mateos   | s.t.     |
| 8    | Javier Moreno Bazán     | Spiuk          | s.t.     |
| 9    | Rodrigo García Rena     | Fuerteventura  | s.t.     |
| 10   | Aitor Pérez             | C. d'Epargne   | s.t.     |